# カーニバル (ゲーム)
『カーニバル』とはナムコから発売されたメダルゲーム筐体の名称。

## 概要
1987年稼働開始。メダルを投入してランプ式のルーレットで2・4・6・8・20の5つのボタンから当たる数字を予想するゲーム。計7作シリーズ化された。

## シリーズ作品
- カーニバル（1987年） - パックマンの絵柄を起用[1]。3重に配された円形のルーレットで「ワープゾーン」に止まると抽選は内側の輪に移り、最後の輪で予想が的中した場合大当たりで90枚のメダルが排出される[1]。
- カーニバルII - スーパーゼビウス・妖怪道中記の2種を制作。
- カーニバルIII - プロ野球ファミリースタジアムを起用。
- カーニバルIV - ワルキューレの冒険を起用。
- カーニバルV
- カーニバルVI - ワニワニパニックを起用。
- カーニバルVII

派生作品
- パックカーニバル - 第1作をベースとしたテレビモニター式のキッズ向けゲーム。ルーレット部は通常ルーレットとボーナスルーレットの2重となっており、ボーナスのワープマスに止まると大当たりとしてメダル99枚が排出される。予想数字は通常と異なり2・3・4・8・12となっている。